# Documenta catholica omnia
Documenta catholica omnia je rozsáhlá elektronická databáze textů, týkajících se dějin západního křesťanství a katolické církve. Je volně přístupná.
Databáze vznikla v roce 2006 a v září 2008 obsahovala mimo jiné úplné texty:
- Bible:
  - Starý zákon latinsky (Vulgata a Vulgata nova), řecky a v dalších 5 jazycích;
  - Nový zákon latinsky, řecky a v dalších jazycích,
  - Biblické slovníky a konkordance;
  - Biblické apokryfy;
- Úřední dokumenty katolické církve:
  - Akta všech ekumenických koncilů;
  - Katolické katechismy (Didaché, Tridentský katechismus a další);
  - Dekrety a encykliky papežů atd.
- Texty západních i východních liturgií;
- Řehole řádů a kongregací;
- Římský kalendář a životy některých světců.

- Patrologie:
  - J.-P. Migne, Patrologia latina (217 dílů)
  - J.-P. Migne, Patrologia graeca (161 dílů)
  - Spisy církevních otců a dalších autorů v různých jazycích.

- Spisy různých filosofů, historiků i básníků, významných pro křesťanství, od antiky po novověk, v originále i v překladech;
- Konkordance k jednotlivým textům a autorům (Bible, Tertullián, Origenés, Kléméns Alexandrijský, Jan Zlatoústý aj.)
- Papežské dokumenty o jiných náboženstvích.
- J. D. Mansi, Sacrorum conciliorum collectio (dokumenty koncilů, 53 svazků);
- J. A. Fabricius, Bibliotheca latina (středověcí autoři);
- Du Cange, Glossarium mediae et infimae latinitatis (slovník středověké latiny, 10 sv.)
- Miklosich – Mueller, Acta diplomatica graeca (řecké středověké dokumenty)
- Monumenta Germaniae historica (nejstarší dokumenty k německým dějinám a právu, významné i pro nejstarší české dějiny)
- Martene – Durand, Veterum scriptorum collectio
- Acta sanctorum Bollandisti (životopisy svatých, zatím 5 svazků) a další.

- Jmenné a věcné rejstříky k celé databázi.

Celá databáze obsahuje 81 597 souborů, 3 130 milionů slov a zabírá téměř 50 GB, v nichž lze hledat prostředky Google (stav 28. 9. 2008).